# ギデオン・クライン

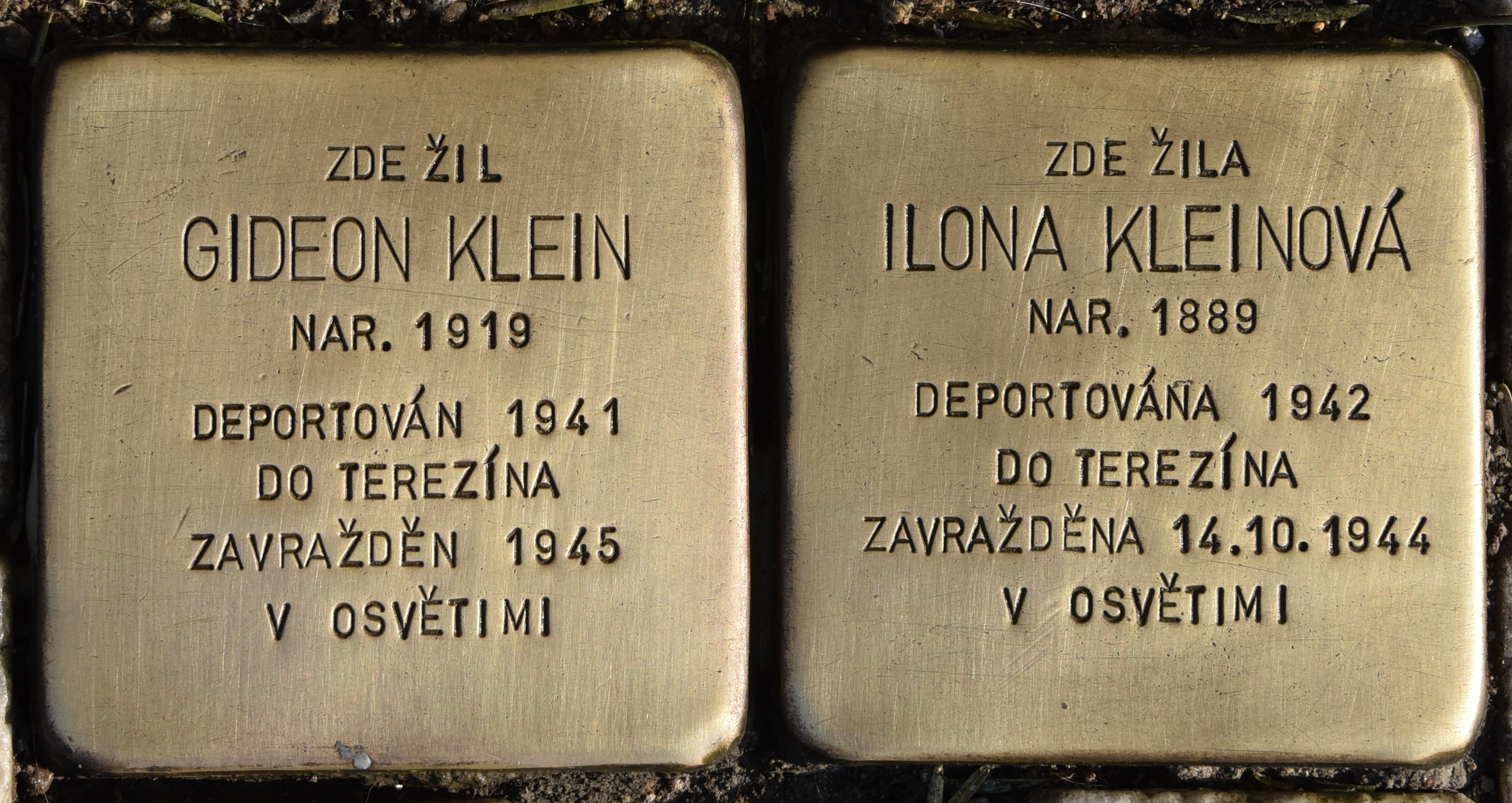
ギデオン・クラインとイローナ・クレイノヴァのつまずきの石

ギデオン・クライン（Gideon Klein, 1919年12月6日 - 1945年1月?日）は、チェコスロバキアのプルジェロフ出身のユダヤ系作曲家、ホロコースト犠牲者。

## 経歴
早熟の楽才を示して、ピアノをルゼーナ・クルジョナ (Růžena Kurzová) とヴィレーム・クルツに、作曲をアロイス・ハーバに師事。
1941年にナチスによってテレージエンシュタット強制収容所に送致された。そこは、ヤナーチェク門下のパヴェル・ハースやハンス・クラーサ、シェーンベルク門下のヴィクトル・ウルマンらがおり、（国際的な非難をかわすために）所内の芸術活動が推奨された数少ない収容所の一つであった。この時期に弦楽四重奏曲や弦楽三重奏曲、ピアノソナタを遺した。これらの作品は、響きにおいてアルバン・ベルクの作風を髣髴とさせる。
その後アウシュヴィッツ＝ビルケナウ強制収容所に、それから1944年10月にフュルステングルーベ補助収容所へ移送された。1945年の、おそらく1月に25歳で死去した。

## 作品について
クラインの作品はいくつかのレーベルから録音され、こんにちの好楽家がその作品、とりわけ1940年代の彼の作品の質の高さを評価することができるようになった。日本人音楽家のうち、ヴァイオリニストの二村英仁やピアニストの志村泉は、その作品に影響を受けたことを認めて演奏でとり上げているほか、ピアニストの田隅靖子は、テレジン収容所に消えた音楽家の作品を録音している。